# Савез извиђача Србије
Савез извиђача Србије је добровољна, самостална, неполитичка, друштвена и васпитна организација деце, омладине и одраслих. Савез извиђача Србије чине чланови, њихове јединице и савези. Савез представља и заступа старешина савеза.

## Циљеви и задаци
- доприноси развоју својих чланова као појединаца на достизању њихових умних, физичких, духовних и друштвених могућности и као одговорних грађана локалне, националне и међународне заједнице;
- подстиче своје чланове да трагају за сопственом духовношћу;
- развија код извиђача љубав према природи и животу у њој, разумевању њених закона, учи их да чувају флору и фауну и остала богатства природе и укључује их у све акције заштите природе и човекове радне и животне средине;
- свестрано васпитава своје чланове и развија код њих позитивне особине као што су: радиност, скромност, истрајност, сналажљивост, храброст, поштење, штедљивост и смисао за живот у мањим и већим колективима;
- развија код својих чланова поштовање људи, пријатељство међу људима и народима и поштовање њиховог личног, верског и политичког убеђења.

Савез извићача Србије своје циљеве и задатке остварује:
- организовањем рада и живота у радним, основним и организационим јединицама извиђача и савезима, а на основу иницијатива, склоности и жеља чланова у оквирима програмске оријентације;
- упознавањем природних, историјских и културних богатстава Српског и других народа који живе у њиховој отаџбини;
- организовањем излета, табора, похода, слетова, смотри и других облика рада;
- организованим савлађивањем програма Савеза уз развијање унутрашње дисциплине и стварањем услова за рад у мањим и већим колективима;
- оспособљавањем и школовањем извићачких кадрова;
- сарадњом са извиђачким и програмски сродним организацијама у земљи и свету;
- сарадњом са васпитно-образовним установама, органима власти, локалном самоуправом, институцијама културе и спорта и верским заједницама;
- систематизацијом и очувањем извићачких материјалних, духовних и писаних вредности, као и издавањем пригодне литературе.

## Категорије чланства
Чланови Савеза извиђача Србије се деле у четири категорије:
- полетарци (дечаци) и пчелице (девојчице)-(7 -11 година старости / I – IV разред основне школе);
- млађи извиђачи (дечаци) и млађе планинке (девојчице)-(11 - 15 година старости / V – VIII разред основне школе);
- извиђачи (младићи) и планинке (девојке)-(15-20 година старости / узраст средње школе)и
- брђани (мушки и женски чланови)-(чланови преко 20 година старости).

Заједнички назив за све чланове је извиђач.

## Организација
У Србији постоје два рода извиђача: извиђачи и поречани (извиђачи што плове по рекама). Чланство се организује у јединице. Постоје радне јединице, основне јединице и организационе јединице.
Радне јединице имају до 12 чланова. Радна јединица може бити:
- јато (када су у питању полетарци, односно група дечака од 7 до 11 година старости);
- рој (када у у питању пчелице, односно група девојчица од 7 до 11 година старости) и
- вод (када су у питању млађи извиђачи и планинке / извиђачи и планинке, односно дечаци и девојчице од 11 до 15 година старости / младићи и девојке од 15 до 20 година старости. Водови могу бити организовани по полу чланова, а могу бити и мешовити)

Основа јединица је чета / коло / посада. Чета / коло /посада се састоји од најмање две радне јединице. Назив чета се користи за јединице у којима се налазе чланови мушког пола, а назив коло за јединице у којима су чланови женског пола. Назив посада се користи за основне јединице које су део одреда извиђача поречана. У зависности од категорије чланова, чета / коло / посада се може организовати као:
- чета / посада извиђача;
- коло / посада планинки;
- чета / коло / посада полетараца и пчелица

Клуб брђана је основна јединица брђана и броји око 20 чланова.
Организационе јединице су одред или самостална чета. Одред извиђача се састоји од најмање две чете / посаде. Уколико у неком месту није могуће оформити одред, извиђачи могу бити организовани и као самостална чета извиђача.
Под одређеним условима више одреда или самосталних чета може оформити и градски, општински, окружни или покрајински савез извиђача.

### Остале организације извиђача на територији Србије
У Републици Србији делује још:
- Савез извиђача Војводине
- Савез извиђача Косова и Метохије
- ДЕСМОС – Међународна организација православних извиђача

#### Савез извиђача Војводине
Чланови Савеза извиђача Војводине, и уједно и чланови Савеза извиђача Србије су сви одреди и самосталне чете које се налазе на територији Аутономне покрајине Војводине. Седиште Савеза извиђача Војводине је у Новом Саду.

#### Савез извиђача Косова и Метохије
Чланови Савеза извиђача Косова и Метохије, а уједно и чланови Савеза извиђача Србије су сви одреди и самосталне чете које се налазе на територији Аутономне покрајине Косова и Метохије. Нажалост, након рата на Косову и Метохији 1999. Године и протеривања на десетине хиљада Срба са тог подручја, велики број јединица је престао са радом.

#### Савез мађарских скаута у Војводини
У циљу очувања мађарских обичаја и културе у Србији основан је Савез мађарских скаута. Већина одреда који су чланови ове организације се налази на северу Војводине, где и живи највећи број Мађара. Савез мађарских скаута у Војводини није члан Савеза извиђача Србије и Светске скаутске организације.

### ДЕСМОС - Међународна организација православних извиђача
ДЕСМОС је међународна организација православних извиђача. Распрострањен је углавном у земљама источне и југоисточне европе, али и у неким другим земљама.
- Знак Савеза извиђача Војводине
- Знак Организације мађарских скаута у Војводини
- Знак ДЕСМОС-а

## Извиђачки завети и закони
Сваки грађанин може бити члан Савеза извићача Србије. Учлањењем у Савез, извићач прихвата и примењује завете и законе извићача, односно обећање и законе полетараца, чиме стиче различита права и обавезе.
Извиђачки закони:
- Извиђач је добар друг, ведар, друштвен и несебичан.
- Извиђач је користан члан заједнице у којој живи.
- Извиђач је честит, учтив и клини се штетних навика.
- Извиђач цени и развија духовне и културне вредности.
- Извиђач је искрен, говори истину и бори се за њу.
- Извиђач поштује родитеље и старије, а помаже млађим и слабијим.
- Извиђач стално учи и примењује стечена знања.
- Извиђач је вредан, истрајан и цени рад.
- Извиђач воли природу, упознаје је и чува.
- Извиђач одговорно извршава заједничке одлуке.

Закони полетараца:
- Полетарац је добар друг, праведан и храбар.
- Полетарац поштује родитеље и старије.
- Полетарац добро учи, вредан је и несебичан.

Завет извиђача гласи:
Дајем часну реч,
Да ћу чувати своју отаџбину,
да пррихватам духовну стварност и да ћу трагати за њеним пуним значењем;
да ћу помагати другима;
и да ћу живети и радити по извиђачким законима.
Завет полетараца гласи:
Обећавам да ћу волети своју отаџбину;
да ћу трагати за највећом истином и љубављу;
да ћу добро учити и бити вредан
и да ћу свакога дана учинити нешто корисно.

## Историјат
Идеја о оснивању извиђачког покрета настала је у Јужној Африци 1899. Године. Извиђачки покрет је основао енглески Генерал – мајор Роберт Стивенсон Смит Баден Пауел (енгл. Robert Stephenson Smyth Baden-Powell, 1907. Године у Енглеској.
У Србији, извиђачи постоје од 1911. Године. Оснивач и тадашњи вођа покрета је био Др Милош Поповић. Основа за настајање извиђачког покрета у Србији је превод Баден Пауелове књиге Извиђаштво за дечаке (енгл. Scouting for boys) која је преведена на српски језик.

#### Рађање савеза (1911—1941)
1911. године се при Савезу трезвене младежи оснива најпре одсек за извидништво под именом Мали четници и планинке. Лист Савезник, објављује 22 странице о извиђачима.
20. јуна 1911. године нишки студент Панта Ранђеловић оснива прву чету извиђача под називом Бели орао. Прва активност чете је била марш трасом Ниш – Габровац – Манастир Свете тројице – Денска – Бербатово – Ниш, а до 17. јула 1911. године чета је извела још осам једнодневних маршева. Исте године се у Београду оснивају чете „Четник“, „Ласта“, „Вук Мандушић“ и „Соко“, у Ваљеву „Лабуд“ и „Царић“, у Крагијевцу „Борба“ и „Слобода“ и у Врању „Лав“.
Године 1912. на конгресу Савеза трезвене младежи одржаном у Крагујевцу, доноси се одлука о одвајању извидника и формирању нове организације под називом Мали четници и планинке Краљевине Србије. На челу новостворене организације био је Др Милош Поповић.
Српски извидници учествују у борбама за ослобођење земље од Турске власти и формирају Кор малих добровољаца
Године 1913. извиђачка организација добија назив Савез извидника и планинки Краљевине Србије.
По избијању Првог светског рата и повлачењу војске и народа из земље и извиђачи су принуђени да деле исту судбину. Овога пута јединице извиђача су деловале кроз Друштво за заштиту деце у Водени у Грчкој, као и кроз Трећу чету Српских извиђача у Лондону.
Године 1919. извиђачки покрет се обнавља и делује у оквиру Соколске организације, а Велика Британија прима један број наше деце на школовање и учлањује их у извиђачки покрет Велике Британије у знак захвалности српској војсци на победи у Првом светском рату. Након несугласница, извидничко руководство се 1920. Године одваја од ове организације. 1. октобра Исте године се оснива први стег (данашњи назив је одред) са више чета, који је стациониран у згради на уласку у Војни музеј на Калемегдану. Осим неколико искуснијих извидника (Милош Поповић, Александар Костић и Вита Павловић ) прво чланство су била деца, ратна сирочад, и избеглице од којих су неки учествовали на првом џемборију у Лондонској Олимпији 1920. године.
Током 1921. године београдски извидници помажу оснивање:
- стега број 2 у Тузли (5. фебруара);
- стега број 3 у Осијеку (27. фебруара);
- стега број 4 у Сплиту (1. марта);
- стега број 5 у Огулину (10. априла);
- стега број 6 у Бањалуци (1. октобра).

Након оснивања ових стегова створен је Савез скаута Краљевине Срба, Хрвата и Словенаца. Године 1922. Савез скаута Краљевине Срба, Хрвата и Словенаца у Паризу постаје члан Светске организације извиђачког покрета и иницира формирање Свесловенског извиђачког покрета
6. маја 1923. године одржана је оснивачка скупштина Савеза скаута Краљевине Срба, Хрвата и Словенаца. Године 1940, по одвајању хрватских скаутских жупа од Краљевине Југославије, у Србији почињу припреме за оснивање Српског савеза извидника и планинки.
28. јануара 1941. Године је основан Српски савез извидника и планинки. После свега неколико месеци рада извидници се прикључују масовним демонстрацијама у Беопграду против Тројног пакта. Извидништво у Србији замире.

#### Извиђачи у социјализму
Постоје одређене разлике између данашњих извиђача и извиђача из времена социјалистичке Србије и Југославије. У време социјализма извиђачи су много више подсећали на војску, како по униформама (носиле су се маслинастозелене кошуље и капе партизанке), тако и по обуци у којој су форсирали области као што су гађање из пушке, прва помоћ, одбрана и заштита и сл. У данашње време више се форсирају ствари као што су нпр. екологија, људска права и сл.
Социјалистичка федеративна Република Југославија никада није била чланица међународних извиђачких организација, иако комуникација са иностраним извиђачима није била забрањена. Од 1995. године долази до значајних промена у Савезу извиђача Србије. Данашња организација организација извиђача у Србији је изграђена на новим темељима - принципима Светске организације извиђачког покрета.
20. октобра 1944. Године након ослобођења Београда формиран је центар за слање извидника у НОБ, а 21. новембра исте године је одржан и састанак предратних скаута који су формирали акциони одбор у циљу регистрације савеза. Пошто су нове власти преузеле совјетски систем васпитања младих није било могуће деловање савеза, ни извидничких јединица. Извиђачи из Врања су се досетили и основавши КУД „Спартак“ који 1948. године мења име у Млади борац, а који ради по извиђачком програму. Остали извиђачи се прикључују пионирској организацији или планинарском подмалтку.
Након разлаза тадашње Федеративне народне Републике Југославије са СССР-ом, напушта се и совјетски модел и ЦК СКЈ на трећем пленуму доноси одлуку о оснивању више дечјих и омладниских организација. Током лета 1951. године извидник Неца Станковић – Храбро срце, организује на Дурмитору школу планинарског подмлатка, а 2. децембра 1951. године је у Београду оформљен иницијативни одбор за оснивање савеза.
Године 1952. у Кошутњаку у Београду је одржано прво зимовање и воднички течај извиђача Србије. Први течајци већ у фебруару оснивају Београдски стег и иницијативне одборе у Нишу, Бору, Новом Саду, Прокупљу и Зрењанину.
4. фебруара 1952. након избора привремене управе, и оснивања више јединица и иницијативних одбора, 16. новембра 1952. у Београду је одржана оснивачка скупштина Савеза извиђача и планинки Народне Републике Србије.

##### Београдски стег
2. - 14. децембра 1951. године донете су одлуке о формирању Београдског стега. Предвођени предратним извидницима, педесет нових чланова учествује на првом зимовању у Пионирском граду на Кошутњаку у Београду, где је спроведен и први воднички течај.
19. јануара 1952. године на почетку водничког течаја, течајац Милена Лисавац отвара прву књигу чланства и уписује се под редним бројем 1. У наредних десет дана је основано укупно четрдесет и пет водова, по девет водова извиђача, планинки и пионирки, четрнаест водова пионира и четири вода полетараца и пчелица.
24. фебруара 1952. Године четрдесет предратних извидника бира управу стега. За првог старешину стега је изабран Новица Ранковић, помоћник старешине је био Др Драгослав Петровић, благајник Миливоје Јовановић, економ Владета Вучковић, секретар Жарко Пантелић, вођа Стева Младеновић, помоћник вође Никола Бојовић, председник клуба брђана Сергеј Димитријевић и потпредседници Љубица Давидовић и Ј. Пантић.
9. марта 1952. године у дворишту Треће мушке гимназије одржан је први збор стега., за првоомајске празнике у Кошутњаку организован је рекламни логор и полагање завета.
4. новембра 1952. Године број чланова стега премашује цифру од 800. Доноси се одлука о реорганизацији стега, односно о формирању више одреда. У децембру 1952. године из стега се издвајају одреди „Сава Ковачевић“, „Лека Ранковић“, „Васа Чарапић“, и „Земун“ који је као земунски стег деловао самостално. Од остатка београдског стега се током 1953. године формирају одреди „Илија Бирчанин“, „Иво Лола Рибар“ и „Иван Гундулић“. Управо ови одреди уз додатак „Космајског одреда“ су представљали сталан извор нових јединица на простору Београда, Србије и Југославије.

#### Извиђаштво у Србији након распада СФРЈ
Почетком 1990. Година велика већина одреда у Србији је престала са радом.
1993. Године Савез извиђача Србије поново почиње да јача, а у сарадњи са Савезом извиђача Црне Горе је одржан континуитет Савеза извиђача Југославије.
1997. Године одржана је седма по реду Смотра извиђача Југославије, прва након распада СФРЈ.
2000. Године одржана је шеста по реду Смотра извиђача Србије, прва након распада СФРЈ.
Од 1995. Године обновљен је рад многих јединица, а Савез извиђача Југославије (касније Србије) је поново постао члан Светске организације извиђачког покрета

## Фотографије
Ово су само неке од фотографија извиђача из периода од пре Првог светског рата.

## Смотре извиђача Србије
- Прва Смотра Савеза извиђача Србије – трајала је од 1. до 8. септембра 1955. године. Одржана је у Новом Саду (у Каменичком парку ). На смотри је учествовало четрдесетседам одреда са 1006 извиђача и планинки.
- Друга Смотра Савеза извиђача Србије – трајала је од 2. до 16. јула 1964. године. Насеља смотре била су у Великој Плани, Свилајнцу, Лапову и Баточини. На смотри је учествовало 1935 извиђача и планинки.
- Трећа Смотра Савеза извиђача Србије – трајала је од 1. до 12. јула 1981. године. Одржана је на речици Чадавици код Крупња. На смотри је учествовало преко 3000 извиђача и планинки из 123 одреда.
- Четврта Смотра Савеза извиђача Србије – трајала је од 29. јуна до 10. јула 1989. године. Одржана је на Дивчибарама. На смотри је учествовало 2800 извиђача и планинки.
- Пета Смотра Савеза извиђача Србије – трајала је од 28. јуна до 25. августа 1996. године. Смотру је чинило пет акција савеза извиђача: „Видовдански извиђачки сусрети“ у Ломници код Крушевца, „Републичка колонија полетараца“ у Пионирском граду у Београду, „Међународна колонија извиђача слиакра“ у Ковачици“, Пловидба поречана Србије"Тиса - Дунав“ од Кањиже до Београда и „Сусрети брђана Србије“ на Гочу код Краљева.
- Шеста Смотра Савеза извиђача Србије – трајала је од 1. до 11. јула 2000. године, под називом „Извиђаштво је циљ“. Смотра је одржана на ади на Бегеју у Зрењанину и окупила је преко 3000 извиђача и планинки.
- Седма Смотра Савеза извиђача Србије - одржана је у Нишу на терену Спомен парка Бубањ од 21-31. јула 2006. На смотри је учествовало око 2000 извиђача и планинки од којих је скоро половина била из иностранства (већина је била из Велике Британије и Француске).
- Осма Смотра Савеза извиђача Србије - одржана је у Шапцу, на терену парка Летњиковац. Смотра је трајала од 10. до 20. августа 2011. године. На њој је учествовало око 2000 извиђача и планинки. Ова смотра је била посебна по томе што је била организована и као део прославе стогодишњице постојања извиђачке организације у Србији (прве јединице су основане 1911. године).

Међународне извиђачке организације
- Светска организација извиђачког покрета
- Међународна организација православних извиђача

Остали извиђачки сајтови
- Извиђачка литература; форум
- Извиђачка литература "Са нашег тавана" - првенствено извиђачка литература са простора читаве некадашње Југославије (књиге од 1914. па на овамо) Архивирано на веб-сајту  (4. март 2016)